# Keizer Koenraad II

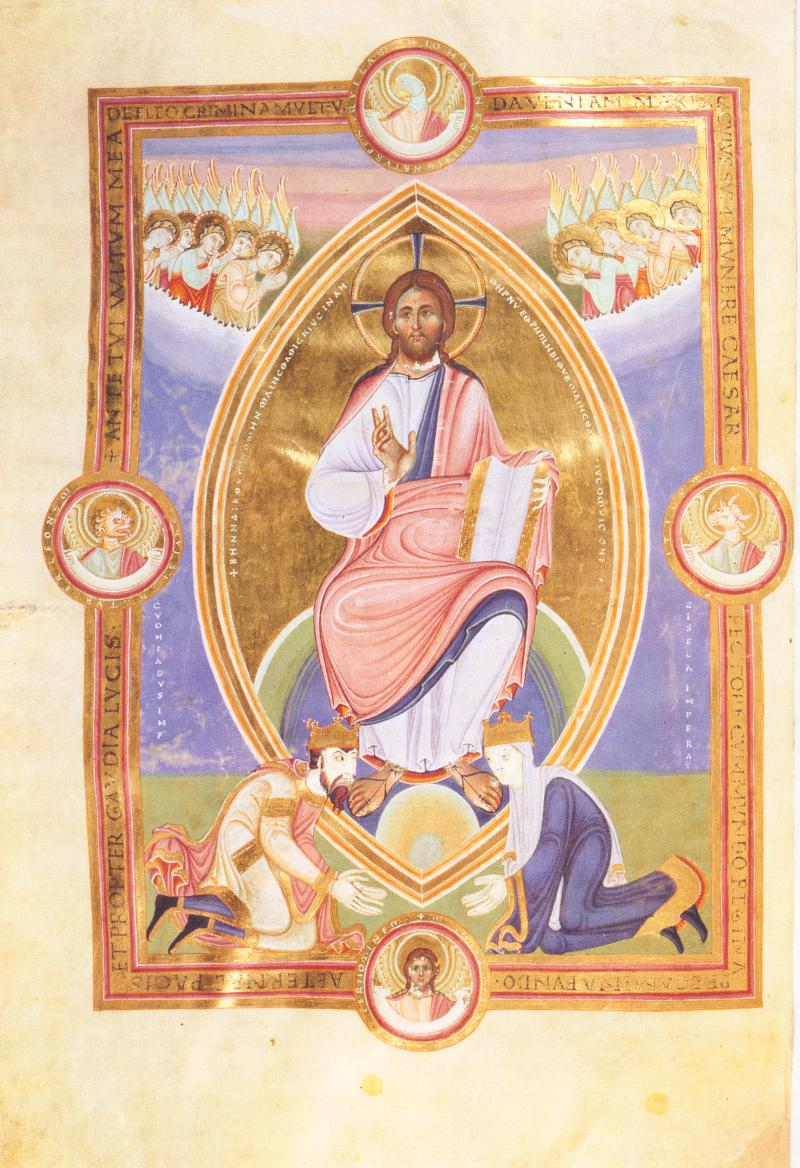
Keizer Koenraad II en Gisela van Zwaben knielend voor Christus (Codex Aureus Escorialensis)

Koenraad II (rond 990 – Utrecht, 4 juni 1039) was vanaf 1024 koning van Duitsland en vanaf 1027 keizer van het Heilige Roomse Rijk. Koenraad was de eerste keizer uit de Salische dynastie. Onder zijn heerschappij werd het koninkrijk Bourgondië in het keizerrijk opgenomen.

## Jeugd en afkomst
Koenraad was de zoon van Hendrik van Spiers en Adelheid van Metz.
Koenraad trouwde in 1016 met Gisela van Zwaben (995-1043), haar derde huwelijk. Zij kregen de volgende kinderen:
- Hendrik III (1017-1056)
- Beatrix (ovl. 24 september 1036)
- Mathilde (1027-1034), die zich in 1033 verloofde met koning Hendrik I van Frankrijk (-1060), begraven in de dom van Worms.

## Zonder land
Koenraads vader was reeds op 20-jarige leeftijd overleden. Daardoor kreeg zijn oom Koenraad I van Karinthië de grote erfenis van zijn grootvader Otto I van Karinthië. Koenraad zelf werd in bescheiden omstandigheden opgevoed door Burchard, de bisschop van Worms. Hij trouwde in 1016 met Gisela van Zwaben. Keizer Hendrik II probeerde (zonder werkelijke grond) het huwelijk te dwarsbomen op grond van bloedverwantschap en liet het paar in de ban doen. Koenraad en Gisela gingen in ballingschap en in 1019 hielp Koenraad zijn neef, de latere hertog Koenraad II van Karinthië tegen de toenmalige hertog van Karinthië, Adalbero van Eppenstein. In 1020 verzoende Koenraad zich met de keizer en deze gaf zijn verzet tegen het huwelijk op.

## Duits koning
Na de dood van de kinderloze keizer Hendrik werd Koenraad tot koning gekozen en op 8 september 1024 in Mainz gekroond. De adel uit Lotharingen en Saksen had zijn uitverkiezing echter niet gesteund. Het koningschap stelde Koenraad voor talrijke problemen. Om zijn heerschappij in het gehele rijk te verzekeren, moest hij de hoge adel in de hertogdommen Lotharingen en Saksen voor zich zien te winnen. Ook met zijn neef met dezelfde naam was het nog niet tot een blijvende verzoening gekomen. Nog voordat Koenraad zich op weg begaf voor zijn koningsrondrit, verkregen Bruno van Augsburg en Werner van Straatsburg belangrijke hofambten. Met de maanden durende rondrit door grote delen van het rijk probeerde Koenraad een algemene bevestiging te verkrijgen voor zijn uitverkiezing tot koning. De koningsrondrit begon in Keulen, waar Gisela werd gekroond en werd vervolgd naar Aken. Daar kwam het koninklijk paar twee dagen later aan. Koenraad nam in Aken op de troon van Karel de Grote plaats. Hierdoor stelde hij zich bewust in de Karolingische traditie. Sinds Otto de Grote was de inbezitname van de troon, de "aartstroon van het Rijk", een onmisbaar onderdeel van de heerschapsovername in het rijk. In Aken hield hij een hofdag. Toch slaagde Koenraad er bij deze gelegenheid niet in om de Lotharingse hoge adel voor zich te winnen.
Aansluitend voerde de route via Luik en Nijmegen naar Vreden, aan de grens van het Saksische gebied. Hier werden de keizer en keizerin hartelijk ontvangen door Adelheid van Quedlinburg en haar zuster Sophia van Gandersheim. Aangezien beide zusters dochters waren van Otto II en daardoor de oude Ottoonse keizersdynastie vertegenwoordigden, kan deze vriendelijkheid een indicatie zijn geweest voor de houding van de hoge Saksische adel tegenover het koningschap van Koenraad. In de eerste helft van december hadden de Westfaalse bisschoppen en andere rijksgroten een ontmoeting met Koenraad. Bij deze gelegenheid werd hij ingehuldigd. In Dortmund werden intussen gedetailleerde onderhandelingen gevoerd; dit ter voorbereiding van een zorgvuldig geënsceneerde hofdag die ter gelegenheid van Kerstmis in Minden zou plaatsvinden. Daar vierde Koenraad het Kerstfeest. Volgens de bronnen waren hierbij de aartsbisschoppen Aribo van Mainz, Pilgrim van Keulen, Hunfried van Magdeburg, Unwan van Hamburg-Bremen en de bisschoppen Bruno van Augsburg, Wigger van Verden en natuurlijk de lokale bisschop Sigebert van Minden aanwezig. Ook waren vele Saksische rijksgroten onder leiding van hertog Bernhard II present. Nadat Koenraad hun beloofd had om de oude Saksische wetten te respecteren, werd hij door de Saksische rijksgroten als koning erkend. Dit betekende de feitelijke erkenning van de Salische koningsheerschappij door de Saksen. Bernhard II en Koenraad hebben elkaar in de daaropvolgende periode gerespecteerd. Koenraads koningschap was het enige in de 11e eeuw tegen welke zover ons bekend geen sterkere oppositie of zelfs rebellie van de hoge Saksische adel is overgeleverd.

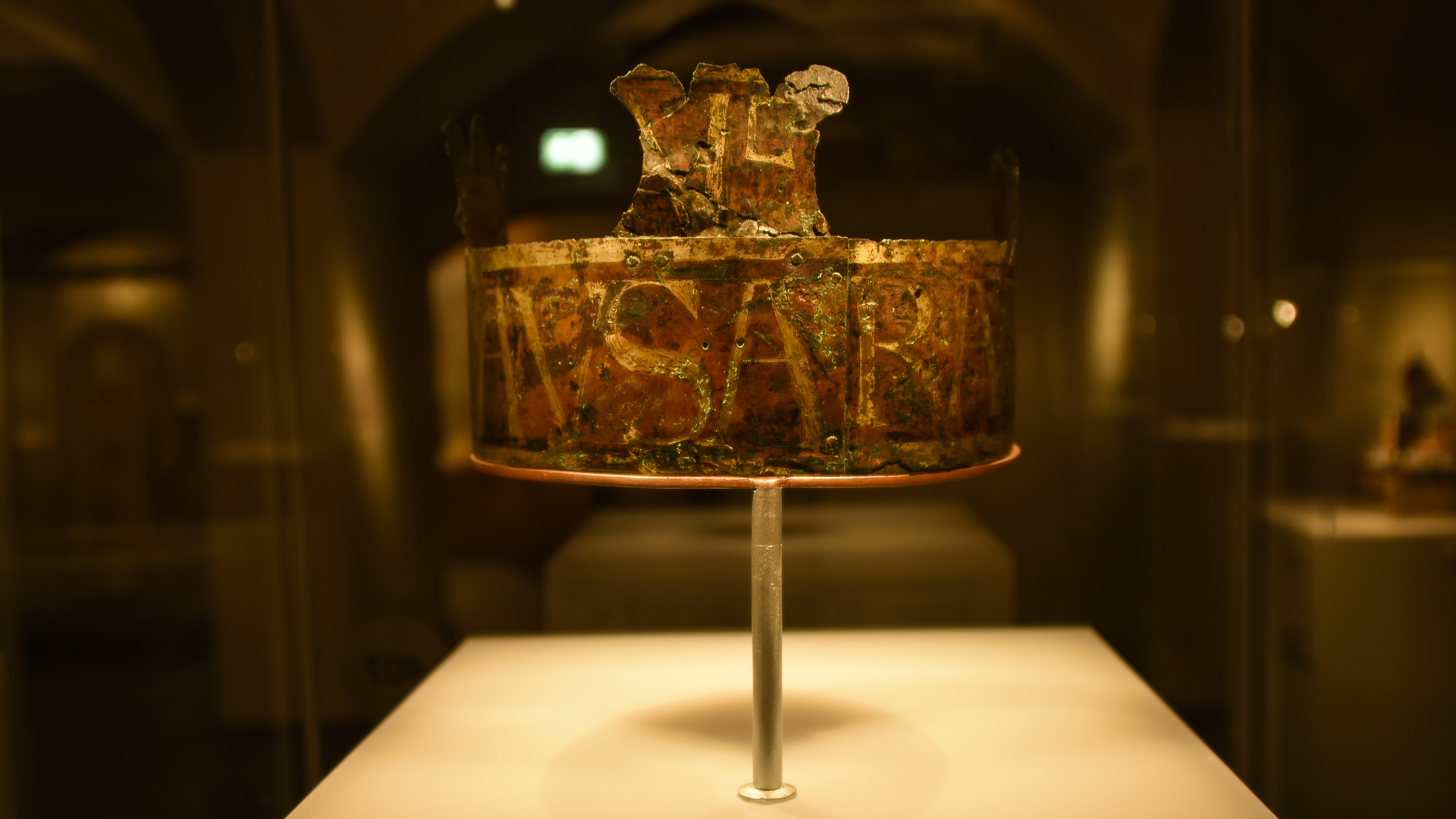
Grafkroon Keizer Koenraad II in het Historisch Museum van de Palts

In 1025 volgde de huldiging door de Italiaanse bisschoppen te Konstanz en besprekingen met de bevolking van Pavia die na de dood van Hendrik de koninklijke palts in die stad had verwoest. In 1026 werd Koenraad in Milaan tot koning van Italië gekroond. Ook was Koenraad in 1026/1027 hertog van het hertogdom Beieren.
Het koninklijk paar hield zich nog zo'n drie maanden in Saksen op. Men bezocht onder andere Paderborn, Abdij van Corvey, Hildesheim, Goslar en met name Maagdenburg. In maart 1025 verliet het paar Saksen. Via het Hessische Fulda reisde men naar Zwaben. In Augsburg vierde het paar op 18 april het Paasfeest. Daar brak een conflict uit met Koenraad's neef, Koenraad de Jongere. De redenen voor dit conflict zijn niet overgeleverd, maar waarschijnlijk eiste de jongere Saliër een schadeloosstelling voor het door hem in Kamba gebrachte offer; mogelijk wilde hij een aandeel in het koninkrijk van Bourgondië of wilde hij het hertogdom Karinthië in leen krijgen.
Koenraad wees de eisen van zijn neef echter af. Van Augsburg ging het naar Regensburg. Daar hield Koenraad begin mei 1025 een hofdag. Hij presenteerde zijn koningschap in deze centraal in Beieren gelegen plaats. De Regensburgse nonnenkloosters Obermünster en Niedermünster kregen privileges toegekend. Vervolgens trok Koenraad verder naar Bamberg, via Würzburg en Tribur naar Konstanz. Daar vierde hij op 6 juni 1025 het Pinksterfeest. Konstanz bracht Koenraad voor het eerst in contact met de Italiaanse heerschapsruimte.

### Aanspraak op de Bourgondische kroon
Van Konstanz ging het naar Zürich, waar hij door de Italiaanse rijksgroten werd ingehuldigd. In de tweede helft van juni 1025 reisde hij naar Bazel. Op 23 juni hield Koenraad daar een hofdag. In Bazel werd Uldarich tot bisschop verheven. Koenraads voorganger Hendrik I had Bazel in 1007 van Rudolf III als vuistpand verworven voor de toekomstige aansluiting van het gehele koninkrijk Bourgondië bij het Heilige Roomse Rijk. De dood van de kinderloze Hendrik had de erfopvolgingsvraag opnieuw geopend. De hofdag en de investituur van de bisschop verduidelijkten Koenraads aanspraak om onmiddellijk in de voetsporen van zijn voorganger te willen treden. Volgens Wipo eindigde de koningsrondrit van Koenraad II in Bazel. '(iter regis per regna)'. In de voorgaande tien maanden had de Saliër met Lotharingen, Saksen, Zwaben, Beieren en Franken alle belangrijke regio's van zijn rijk doorkruist. Toch had hertog Gozelo van Neder-Lotharingen na de koningsverkiezing in Kamba de bisschoppen en wereldlijke magnaten in zijn hertogdom, zoals hertog Frederik II van Opper-Lotharingen, onder ede verplicht om Koenraad niet zonder zijn toestemming in te huldigen.
Er is weinig bekend over de activiteiten van Koenraad in de zomer- en herfstmaanden van 1025. Gedurende deze tijd bundelden de verschillende oppositiegroepen tegen Koenraad hun krachten. Tot hen behoorden de hertogen Ernst van Zwaben, Frederik van Opper-Lotharingen, Koenraad de Jongere en de Zwabische graaf Welf II. Intussen trok Koenraad van Bazel, via Straatsburg en Speyer naar Tribur, waar hij een hofdag hield. Misschien werden in Tribur al de eerste voorbereidingen getroffen voor een Italiaanse expeditie. Pas met kerstmis 1025 huldigden Gozelo, Frederik en de bisschop van Kamerijk Gerhard als laatste van de rijksgroten het koningschap van Koenraad.

## Keizer

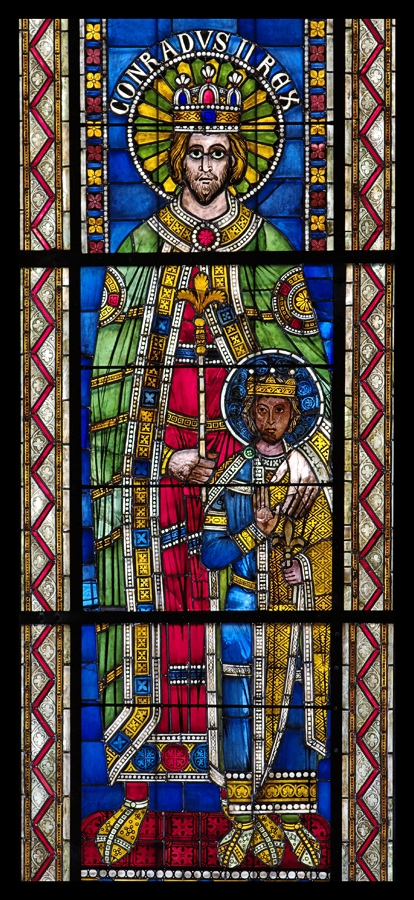
Koenraad II met zijn zoon en latere opvolger Hendrik (venster in de Kathedraal van Straatsburg)

### Kroning
Op 26 maart 1027 werden Koenraad en Gisela in Rome tot keizer en keizerin van het Heilige Roomse Rijk gekroond door paus paus Johannes XIX. Deze kroning geldt als een van de meest glamoureuze in de Middeleeuwen. Aanwezig waren onder andere de koningen Knoet de Grote van Engeland, Denemarken en Noorwegen en Rudolf III van Bourgondië, grootabt Odilo van Cluny en ten minste 70 andere hooggeplaatste geestelijken, waaronder de aartsbisschoppen van Keulen, Mainz, Trier, Magdeburg, Salzburg, Milaan en Ravenna. Ook Koenraad troonopvolger Hendrik was naar Italië gekomen. De deelname van Rudolf betekende een toenadering tussen het koninkrijk Bourgondië en het Heilige Roomse Rijk. Tijdens de zeven dagen durende kroningceremonie, ontstond een ranggeschil tussen de aartsbisschoppen van Milaan en Ravenna over de ceremoniële voorrang in het gevolg van de Keizer. Dit geschil werd in het voordeel van Milaan beslist.
Zijn zoon Hendrik III werd in 1028 tot medekoning gekroond en zou zich al snel ontwikkelen tot een belangrijke adviseur van zijn vader.

### Polen en Hongarije
Koenraad voerde een actieve en agressieve politiek tegen de oostelijke buurlanden van Duitsland. In 1028 ondernam hij een veldtocht tegen het Koninkrijk Polen. Koning Mieszko moest alle westelijke veroveringen van zijn vader opgeven. Ook was hij gedwongen zijn koningstitel op te geven en Koenraad als leenheer te erkennen. 
In 1029 ondernam Koenraad ook een veldtocht tegen het Koninkrijk Hongarije, maar die liep op een mislukking uit. Het Duitse leger moest zich zelfs bij Wenen overgeven. Koenraad sloot een bondgenootschap met Knoet de Grote en gaf hem gebieden in het noorden van Duitsland in leen. In 1036 liet Koenraad ook zijn zoon Hendrik trouwen met een dochter van Knoet. 
In 1033 organiseerde Koenraad een nieuwe aanval op Polen, van drie zijden: Polen werd tegelijk door Duitsland, de Denen en door het Kievse Rijk aangevallen.

### Bourgondië
Koning Rudolf III van Bourgondië had in 1016 keizer Hendrik II als leenheer gehuldigd en beloofd dat hij Bourgondië aan hem zou nalaten als hij zonder directe erfgenamen zou overlijden. Na de dood van Hendrik verviel deze belofte maar zijn nicht, keizerin Gisela, wist te bereiken dat Rudolf de belofte hernieuwde aan Koenraad. Dit leidde direct tot verzet van Gisela's zoon uit een eerder huwelijk, Ernst II van Zwaben, die zichzelf als kandidaat voor de opvolging van Rudolf zag. Ernst kwam in opstand tegen Koenraad. Verzoeningspogingen door Gisela mislukten en uiteindelijk werd Ernst in 1030 gedood door de bisschop van Konstanz. Rudolf overleed in 1032 en zijn neef Odo II van Blois, de machtigste edelman van Frankrijk, greep de macht in Bourgondië en riep zich uit tot koning. Koenraad liet zich op 2 februari 1033 te Payerne tot koning van Bourgondië kronen. Hij vermeed een directe confrontatie met Odo maar wist door diplomatie te bereiken dat steeds meer edelen en geestelijken in Bourgondië zijn aanspraken steunden. In 1034 werd hij uiteindelijk in Zürich door de edelen als koning van Bourgondië gehuldigd.

### Italië
In het zuiden ontnam Koenraad in 1035 markgraaf Adalbero van Eppenstein zijn functies in de marken Karinthië en Verona, en gaf deze functies aan zijn neef Koenraad II van Karinthië. Koenraad had de controle over alle belangrijke Alpenpassen nu vast in handen en kon zich nu actief met Italiaanse zaken bezighouden. In 1038 mengde Koenraad zich in de Italiaanse twisten tussen de bisschoppen en de hoge adel enerzijds, en de lage adel en steden anderzijds. Toen hij de bisschop van Milaan gevangen zette, ontstond echter een algemeen anti-Duitse weerstand. Dat anti-Duitse sentiment was over de jaren versterkt door Koenraads beleid om Duitse bisschoppen in Italië te benoemen en door de hoge Italiaanse adel bij voorkeur met Duitse families te laten trouwen. Door slimme wetgeving wist hij de meeste edelen echter weer aan zijn kant te krijgen. Koenraad stelde ook orde op zaken in Zuid-Italië waardoor het keizerrijk ook daar een aantal vazallen kreeg. Op de terugweg brak een epidemie uit in het leger waardoor onder andere zijn schoondochter en zijn stiefzoon overleden. Koenraad zelf bleef gezond.

## Wetgeving leenrecht
Als keizer vaardigde Koenraad II in 1037 een wet omtrent het in zijn rijk geldende leenrecht uit die later wordt opgenomen in de Libri feudalum en als een van de juridische grondstenen wordt gezien van het feodalisme.

## Overlijden in Utrecht en begrafenis in Speyer

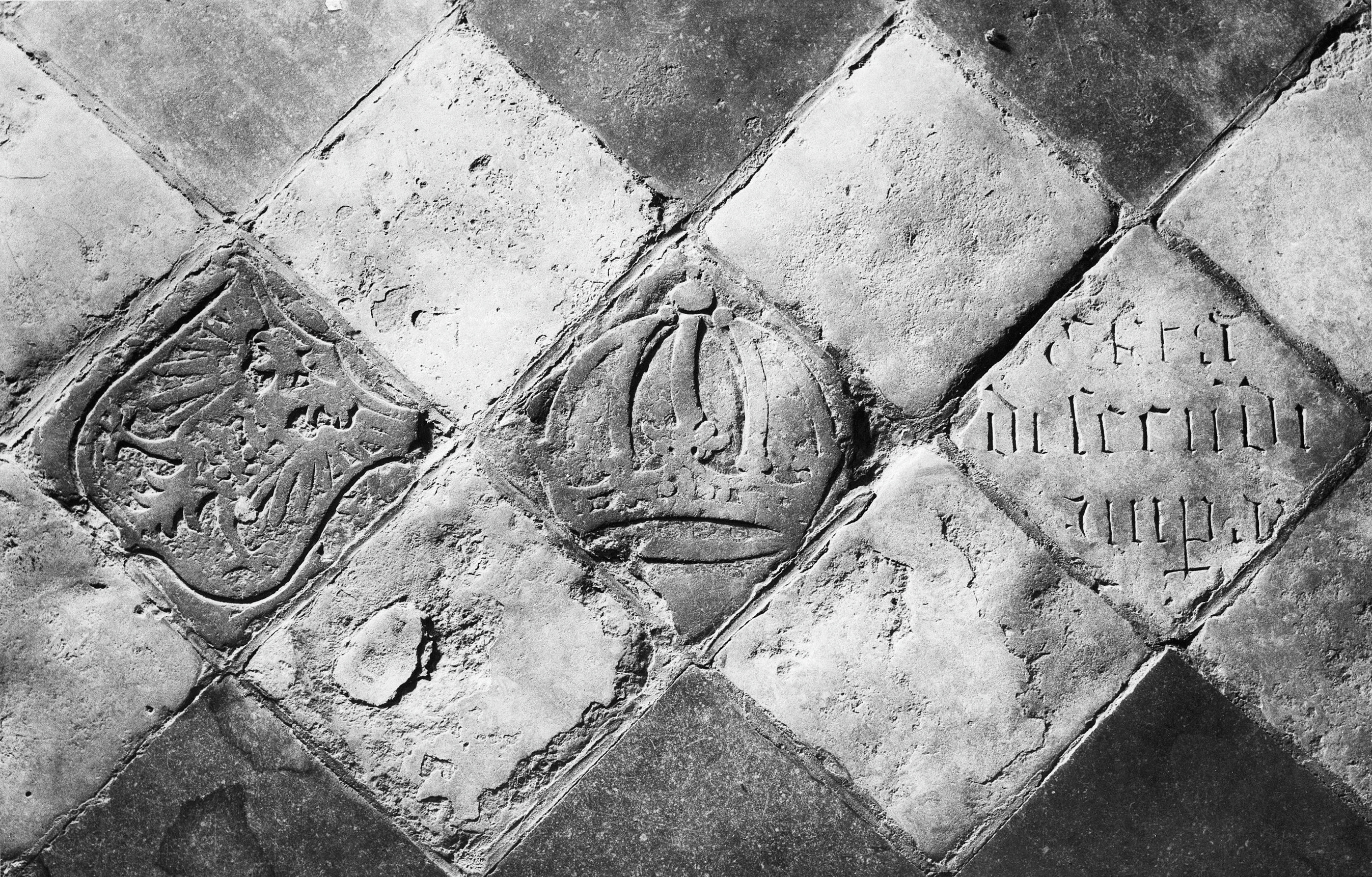
Keizerssteentjes in tegelvloer van het koor in de dom in Utrecht met de verwijzing in gotisch schrift naar de begrafenis van de organen (exta) van de keizer. Links de dubbelkoppige adelaar en in het midden de keizerskroon

Begin juni 1039 stierf Koenraad in Utrecht aan een aanval van jicht. In de winter van 1038 op 1039 was Koenraad in het oosten van Saksen actief met het invoeren van maatregelen om de vrede en de rechtszekerheid in dat gebied te bevorderen. Hij vierde het kerstfeest in de keizerpalts Goslar. Van eind februari tot eind mei 1039 bracht een zieke Koenraad drie maanden in de keizerlijke residentie in Nijmegen door. Daar werden ook zijn twee laatst bewaard gebleven oorkonden opgesteld. Eind mei trok hij naar de bisschopsstad Utrecht om daar op 3 juni het Pinksterfeest te vieren. Hier overleed hij echter. Koenraads overlijden kwam voor zijn familie en de bisschoppen in zijn entourage plotseling en onverwacht. Als oorzaak voor zijn dood wordt algemeen de jicht (podagra) genoemd. Volgens een Milanese bron uit het midden van de 11e eeuw zou Koenraad al met zieke voeten en pijnlijke gewrichten terug zijn gekomen uit Italië. Na zijn onverwachte dood werd Koenraads lichaam opgebaard in de dom van Utrecht. Zijn ingewanden werden hier ook bijgezet; mogelijk om die reden gaat het verhaal rond dat zijn zoon rondom de dom een kerkenkruis heeft laten bouwen. Van dat kruis is tot nu toe echter geen enkel concreet spoor gevonden.
Vanuit Utrecht werd zijn stoffelijk overschot met grote pracht en praal in een plechtige processie per schip Rijnopwaarts vervoerd. In verschillende bisschopssteden langs de Rijn, waaronder Keulen, Mainz en Worms, werd de overledene door de bevolking naar de plaatselijke dom gebracht en daar opgebaard. Een maand na de dood van de heerser bereikte de begrafenisstoet op 3 juli Speyer. Hier vond de begrafenisplechtigheid plaats. Zijn stoffelijk overschot werd bijgezet in de dom van Speyer.

## Beoordeling
Koenraad wordt algemeen gezien als een zeer bekwaam bestuurder en diplomaat, ambitieus maar voorzichtig. Hij continueerde het beleid van de Ottonen op het gebied van godsdienst met een voortzetting van de Rijkskerk en steunde de hervorming van de kloosters, mede om de politieke rol van de kloosters in te perken. Zijn bestuur steunde niet zo zeer op de hoge adel maar op de lage edelen, de opkomende steden en op zijn ministerialen. Hij stelde nieuwe wetboeken op voor Saksen en voor Italië. Koenraad zou de eerste van de middeleeuwse vorsten zijn die een duidelijk onderscheid zag in zijn eigen positie en de staat als zelfstandig instituut. Dit kwam naar voren in de berechting van een edelman die zich had verrijkt uit algemene middelen maar zorgvuldig had vermeden de belangen van Koenraad te schaden. Het verweer van de edelman was dat hij onschuldig was omdat hij de koning niet had benadeeld. Koenraad veroordeelde hem toch. Daarbij gebruikte hij een beeldspraak waarin hij de koning vergeleek met een scheepskapitein en de staat met een schip, en dat het beschadigen van het schip als een misdaad op zich moest worden beschouwd.

Aan de andere kant was Koenraad persoonlijk hebzuchtig en maakte hij voortdurend gebruik (misbruik) van zijn positie om voor zichzelf bezittingen te verwerven. Ook bij de benoeming van hoge geestelijken keek hij alleen naar politieke en persoonlijke belangen; sommige ambten werden openlijk verkocht. De geschiktheid van geestelijken voor hun ambt deed voor Koenraad niet ter zake.

## Voorouders
| Voorouders van Keizer Koenraad II (990-1039) | Voorouders van Keizer Koenraad II (990-1039)                            | Voorouders van Keizer Koenraad II (990-1039)                            | Voorouders van Keizer Koenraad II (990-1039)                              | Voorouders van Keizer Koenraad II (990-1039)                              | Voorouders van Keizer Koenraad II (990-1039)                            | Voorouders van Keizer Koenraad II (990-1039)                            | Voorouders van Keizer Koenraad II (990-1039)                            | Voorouders van Keizer Koenraad II (990-1039)                            |
| -------------------------------------------- | ----------------------------------------------------------------------- | ----------------------------------------------------------------------- | ------------------------------------------------------------------------- | ------------------------------------------------------------------------- | ----------------------------------------------------------------------- | ----------------------------------------------------------------------- | ----------------------------------------------------------------------- | ----------------------------------------------------------------------- |
| Overgrootouders                              | Koenraad de Rode (922-955) ∞ 909 Liutgard van Saksen (931-953)          | Koenraad de Rode (922-955) ∞ 909 Liutgard van Saksen (931-953)          | Arnulf I van Beieren (880-937) ∞ ca. 890 Judith van Sülichgau (ca. 870-?) | Arnulf I van Beieren (880-937) ∞ ca. 890 Judith van Sülichgau (ca. 870-?) | Gerard II van Metz (ca. 915-na 963) ∞ ? (-)                             | Gerard II van Metz (ca. 915-na 963) ∞ ? (-)                             | ? (-) ∞ ? (-)                                                           | ? (-) ∞ ? (-)                                                           |
| Grootouders                                  | Otto I van Karinthië (948-1004) ∞ 909 Judith van Beieren (955-991)      | Otto I van Karinthië (948-1004) ∞ 909 Judith van Beieren (955-991)      | Otto I van Karinthië (948-1004) ∞ 909 Judith van Beieren (955-991)        | Otto I van Karinthië (948-1004) ∞ 909 Judith van Beieren (955-991)        | Richard van Metz (ca. 950 - 986) ∞ ? (-)                                | Richard van Metz (ca. 950 - 986) ∞ ? (-)                                | Richard van Metz (ca. 950 - 986) ∞ ? (-)                                | Richard van Metz (ca. 950 - 986) ∞ ? (-)                                |
| Ouders                                       | Hendrik van Spiers (970-989/1000) ∞ 909 Adelheid van Metz (970-1039/46) | Hendrik van Spiers (970-989/1000) ∞ 909 Adelheid van Metz (970-1039/46) | Hendrik van Spiers (970-989/1000) ∞ 909 Adelheid van Metz (970-1039/46)   | Hendrik van Spiers (970-989/1000) ∞ 909 Adelheid van Metz (970-1039/46)   | Hendrik van Spiers (970-989/1000) ∞ 909 Adelheid van Metz (970-1039/46) | Hendrik van Spiers (970-989/1000) ∞ 909 Adelheid van Metz (970-1039/46) | Hendrik van Spiers (970-989/1000) ∞ 909 Adelheid van Metz (970-1039/46) | Hendrik van Spiers (970-989/1000) ∞ 909 Adelheid van Metz (970-1039/46) |

## Voetnoten
1. ↑  Franz-Reiner Erkens: Konrad II (um 990-1039) Herrschaft und Reich des ersten Salierkaisers., Regensburg 1998, blz 58
2. ↑  Herwig Wolfram, Konrad II. 990–1039. Kaiser dreier Reiche., München 2000, blz. 77.
3. ↑  Herwig Wolfram: Konrad II. 990–1039. Kaiser dreier Reiche., München 2000, blz. 205.
4. ↑  Herwig Wolfram: Konrad II. 990–1039. Kaiser dreier Reiche. München 2000, blz. 78.
5. ↑  Egon Boshof: Die Salier., 5e geactualiseerde editie, Stuttgart 2008, blz. 43.
6. ↑  Franz-Reiner Erkens: Konrad II. (um 990–1039). Herrschaft und Reich des ersten Salierkaisers. Regensburg 1998, blz. 71.
7. ↑  Egon Boshof: Die Salier. 5e geactualiseerde editie, Stuttgart 2008, blz. 47.
8. ↑  Franz-Reiner Erkens: Konrad II. (um 990–1039). Herrschaft und Reich des ersten Salierkaisers., Regensburg 1998, blz. 85.
9. ↑  Liber gestorum recentium II 14 = MGH SS rer. Germ. 67, 160.

vet = keizer · cursief = tegenkoning · 1 = medekoning (in een deelrijk) · 2 = afkomstig uit een andere dynastie